# Gualdo (Castelsantangelo sul Nera)
Gualdo è una località italiana delle Marche, frazione del comune di Castelsantangelo sul Nera, a 977 m s.l.m.

## Storia
Gualdo fu la prima ad unirsi al comune di Visso, nel 1248, ponendo fine al regno del feudatario di Norcia, che fu costretto a rinunciare a gran parte dei propri privilegi. Le gualdesi furono fondamentali per la vittoria di Visso nella battaglia del Pian Perduto, infatti si offrirono ai nursini, mentre i vissani li accerchiavano.

## Geografia fisica
Gualdo si trova nel parco nazionale dei Monti Sibillini, a 977 m s.l.m., al di sopra di Nocelleto e sovrastato dalla Spina di Gualdo.

## Monumenti e luoghi d'interesse

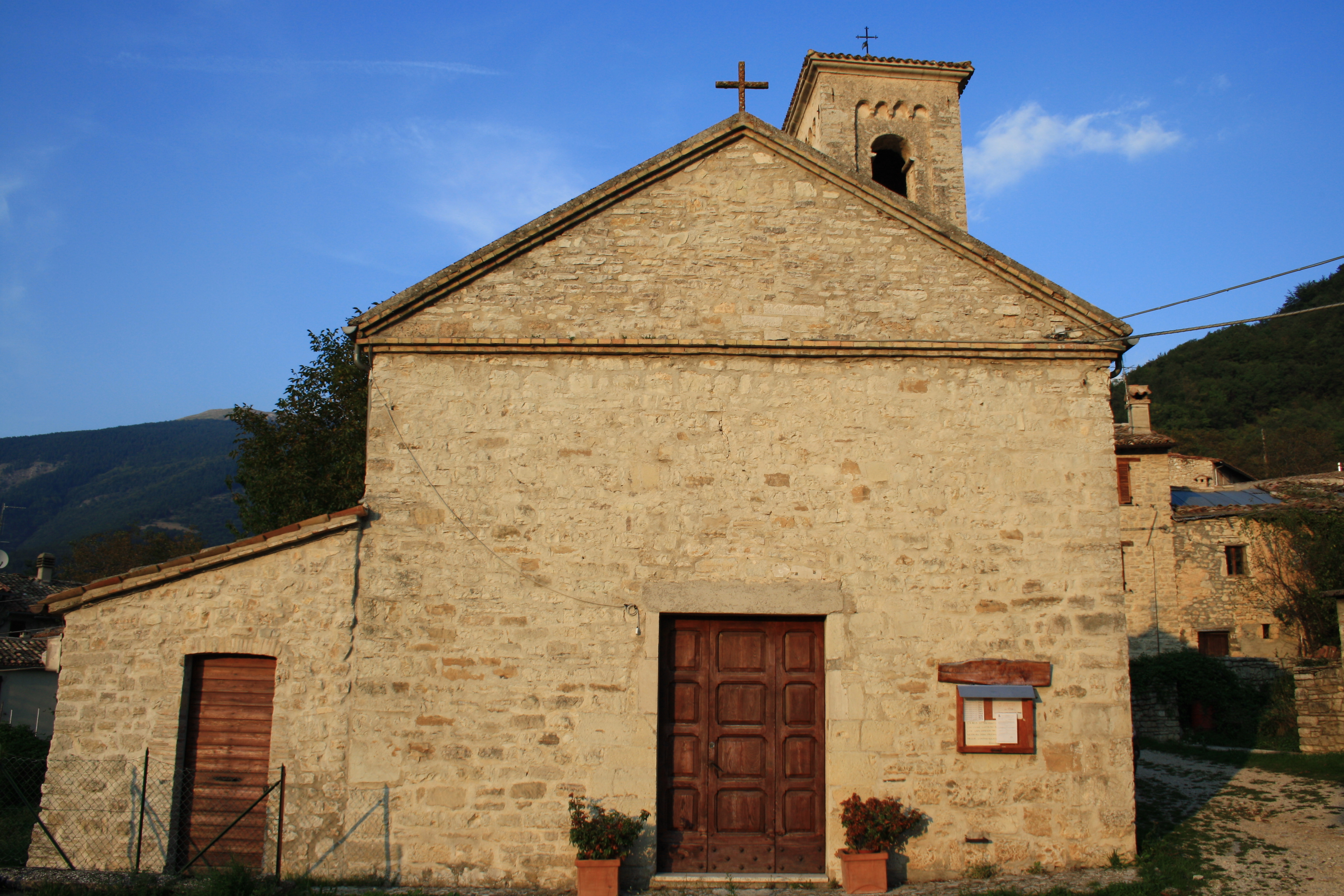
Chiesa di San Martino

A Gualdo ci sono due chiese: San Martino e Santa Maria Assunta.